# 喜同
喜同（?—?），周姓，元朝河西人。
喜同初为后宫卫士，大家称赞他的才干，选任承徽寺经历，再调转任南阳县达鲁花赤。过了二年，红巾军兴起，攻陷邓州。民军兵锋抵南阳，南阳无城无兵，民军进入像无人之境。周喜同用计擒获红巾贼，诘问他们，说红巾大军就要来到。于是全部斩杀，以安众心，昼夜监督丁壮巡逻守备。当时大司农钱木尔，率兵驻守诸葛庵，被红巾军袭击，战死。红巾军于是乘锐取南阳。周喜同守西门，看见敌兵盛大，于是起了决死之心，与家人诀别：“我与你等不能互相照顾，但各自逃生，我的责任必死报国。”不久城中百姓都哭，喜同激励义兵，奋力与红巾军搏斗，敌兵退去。第二天再到，力战杀敌数百。红巾军知道他无后援，更加死战，南阳陷落。周喜同突围将成功，红巾兵横刺其马，马蹶起，周喜同鞭马跃起，手斩刺马之人。不久又被他人追上，身受数创，不能战斗，于是被擒杀。妻子邢氏，听说周喜同力战死，率领家僮数人出逃，遇红巾兵，夺红巾兵之刀对砍，且骂且走，也被杀。一家二十余人身死。赠南阳路判官。

## 延伸阅读
[在维基数据编辑]
 《元史·卷194》，出自宋濂《元史》